# If You Were Still Around
If You Were Still Around è un brano musicale del compositore e polistrumentista gallese John Cale, quarta traccia dell'album Music for a New Society, pubblicato nel 1982 dalla ZE Records. Nel 2014, è stata pubblicata una nuova versione della canzone. Per il brano è stato realizzato un videoclip, distribuito il 27 ottobre 2014 sul canale YouTube dalla Double Six Records. Si tratta di un omaggio all'amico scomparso Lou Reed. Il video è stato diretto da Abigail Portner.